# Clare Hollingworth
Clare Hollingworth, född 10 oktober 1911 i Knighton, Leicester, England, död 10 januari 2017 i Hongkong, var en engelsk journalist och författare, som var den första krigskorrespondenten att rapportera utbrottet av andra världskriget. Som reporter för The Daily Telegraph 1939, såg hon under en resa från Polen till Tyskland och rapporterade om hur tyska militära styrkor samlades vid den polska gränsen. Tre dagar senare var hon den första att rapportera om den tyska invasionen av Polen.

## Biografi
Hollingworth var dotter till Daisy och Albert Hollinworth. Under första världskriget tog hennes far över driften av sin fars skofabrik, och familjen flyttade till en gård i närheten av Shepshed. Hon visade tidigt intresse för att bli författare, trots motstånd från sin mor och hennes intresse för krigföring stimulerades av besök på historiska slagfält i Storbritannien och Frankrike tillsammans med sin far.
Hollingworth förlovade sig med sonen till en lokal bekant till familjen, men i stället för att ing äktenskap, började hon arbeta som sekreterare vid fredsorganisationen League of Nations Union i Worcestershire. Hon fick sedan ett stipendium till UCL School of Slavonic and East European Studies i London, och senare en plats vid universitetet i Zagreb för att studera kroatiska. 
Hon började skriva artiklar på frilansbasis för New Statesman, och i juni 1939 valdes hon till kandidat i parlamentsvalet för Labourpartiet i valkretsen Melton. Valet, som skulle äga rum i slutet av 1940, blev emellertid inställt på grund av krigsutbrottet.

## Andra världskriget
Hollingworth hade arbetat mindre än en vecka som journalist vid The Daily Telegraph  när hon skickades till Polen för att rapportera om de ökande spänningarna i Europa. Hon fortsatte att rapportera om situationen i Polen, och 1940, då hon arbetade för Daily Express, kunde hon från Bukarest rapportera om kung Carol II:s tvångsabdikation och de efterföljande oroligheterna.
År 1941 var hon stationerad i Egypten, och därefter rapporterade hon från Turkiet, Grekland och Kairo. Hennes arbete hindrades av det faktum att kvinnliga krigskorrespondenter inte fick formell ackreditering. Efter att fältmarskalk Bernard Montgomery intagit Tripoli 1943, fick hon order att återvända till Kairo, men hennes önskan att förbli vid frontlinjerna, gjorde att hon fick täcka General Dwight D. Eisenhowers styrkor i Alger som reporter för Chicago Daily News. Hon rapporterade senare från Palestina, Irak och Persien och under denna tid blev hon den första att intervjua Shahen av Iran. 

## Senare karriär
Under efterkrigstiden rapporterade Hollingworth om konflikterna i Palestina, Algeriet, Kina, Aden och Vietnam. BBC uppgav att även om hon inte var den tidigaste kvinnliga krigskorrespondenten, "gjorde hennes djupa tekniska, taktiska och strategiska insikt henne unik." The New York Times beskrev henne som "den obestridda doyenne av krigskorrespondenter".  Hon samlade betydande kunskap inom militär teknik och var, efter pilotutbildning under 1940-talet, särskilt kunnig om flygplan. 
I början av 1963, fortfarande i arbete för Guardian, var hon i Beirut och började undersöka Kim Philby, en  korrespondent för Observer, och upptäckte att han hade rest till Odessa på ett sovjetisk fartyg. The Guardians redaktör, Alastair Hetherington, som fruktade rättsliga åtgärder, höll undan historien om Philbys avhopp i tre månader, innan hon kunde publicera sin detaljerad redogörelse den 27 april 1963. Hans avhopp bekräftades senare av regeringen. Hon utsågs därefter till Guardians försvarskorrespondent, den första kvinnan i den rollen.
År 1967 lämnade hon The Guardian och återvände till The Telegraph. Hennes ambition att arbeta i krigszoner snarare än att täcka regeringens utrikespolitik motiverade flytten och hon skickades till Vietnam för att täcka Vietnamkriget. Hon var en av de tidigaste kommentatorerna att förutse att kriget skulle sluta i dödläge och hennes rapporter kännetecknades av hennes inslag av yttranden från vietnamesiska civila.
År 1973 blev Hollingworth Telegraphs kinakorrespondent, den första sedan bildandet av Folkrepubliken Kina 1949. Hon träffade Zhou Enlai och Mao Zedongs fru Jiang Qing. År 1981 avgick hon och flyttade till Hongkong, men tillbringade också tid i Storbritannien, Frankrike och Kina. Hon var nästan daglig besökare till Foreign Correspondents' Club, där hon var hedersgoodwillambassadör. År 1990 publicerade hon sina memoarer under titeln Front Line.

## Utmärkelser
År 1962 vann Hollingworth Woman Journalist of the Year för sin rapportering om inbördeskriget i Algeriet (Hannen Swaffer Awards, UK). Hon vann James Cameron Award för journalistik (1994). År 1999 fick hon ett Lifetime Achievement Award från den brittiska TV-program What the Papers Say. År 1982 utnämndes hon till Officer of the Order of the British Empire för tjänster inom journalistik. 